# Petersfield, Jamaica
Petersfield är en ort i Jamaica.   Den ligger i parishen Parish of Westmoreland, i den västra delen av landet, 140 km väster om huvudstaden Kingston. Petersfield ligger 50 meter över havet och antalet invånare är 2 255. Den ligger på ön Jamaica.
Terrängen runt Petersfield är kuperad österut, men västerut är den platt. Runt Petersfield är det ganska tätbefolkat, med 207 invånare per kvadratkilometer. Närmaste större samhälle är Savanna-la-Mar, 8,1 km sydväst om Petersfield. Omgivningarna runt Petersfield är en mosaik av jordbruksmark och naturlig växtlighet.